# The Definitive Rod Stewart
The Definitive Rod Stewart è il nono album raccolta di Rod Stewart, pubblicato nel 2008 dalla Warner Bros. e nel mercato statunitense dalla Rhino Records, col titolo Some Guys Have All the Luck.
È suddiviso in due CD, con un DVD aggiuntivo contenente alcuni videoclip.

## Tracce
Disco 1
1. Maggie May - 5:47
2. Mandolin Wind - 5:32
3. Every Picture Tells a Story - 5:56
4. Stay with Me - 4:40
5. You Wear it Well - 4:11
6. Sailing - 4:38
7. The Killing of Georgie (Part 1 and 2) - 6:17
8. Tonight's the Night (Gonna Be Alright) - 3:57
9. The First Cut Is the Deepest - 4:28
10. You're in My Heart (The Final Acclaim) - 4:30
11. I Was Only Joking - 6:10
12. Hot Legs - 5:14
13. Da Ya Think I'm Sexy? - 5:29
14. Passion - 5:32
15. Young Turks - 5:02

Disco 2
1. Tonight I'm Yours (Don't Hurt Me) - 4:13
2. Baby Jane - 4:43
3. Infatuation - 5:13
4. Some Guys Have All the Luck - 4:34
5. Love Touch - 4:02
6. Forever Young - 4:05
7. My Heart Can't Tell You No - 5:17
8. Downtown Train - 4:39
9. This Old Heart of Mine - 4:10
10. I Don't Want to Talk About It - 4:53
11. Rhythm of My Heart - 4:14
12. The Motown Song - 4:01
13. Tom Traubert's Blues (Waltzing Matilda) - 6:14
14. Handbags and Gladrags - 4:10
15. Have I Told You Lately - 4:01
16. Reason to Believe - 3:43
17. Two Shades of Blue - 5:03

DVD
1. Sailing
2. I Don't Want to Talk About It
3. The Killing of Georgie (Part 1 and 2)
4. The First Cut Is the Deepest
5. You're in My Heart (The Final Acclaim)
6. Hot Legs
7. Da Ya Think I'm Sexy?
8. Ain't Love a Bitch
9. She Won't Dance with Me
10. Young Turks
11. Tonight I'm Yours (Don't Hurt Me)
12. Baby Jane
13. If We Fall in Love Tonight
14. Ooh La La